# Domenico Pino

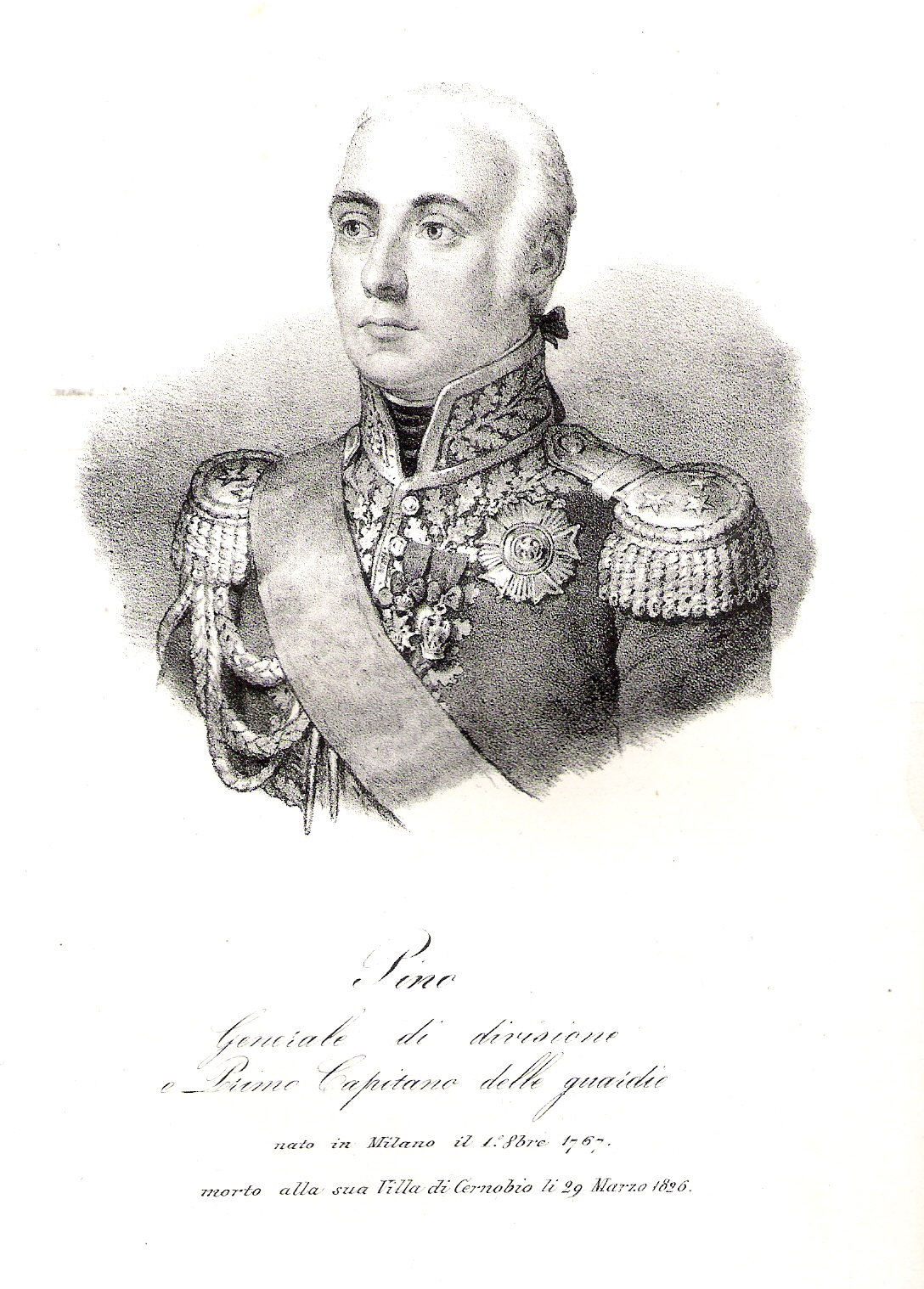
Domenico Pino

Domenico „Dominique“ Pino (* 8. September 1760 in Mailand; † 29. März 1826 in Cernobbio bei Como) war ein italienischer General in napoleonischen Diensten.

## Leben und Wirken
Domenico Pino entstammte einer angesehenen Mailänder Kaufmannsfamilie. Nach Besuch des Collegio Gallio in Como begann er seine Militärkarriere in der Armee des Herzogtums Parma, wo er es bis zum Kavalleriehauptmann (Rittmeister) brachte. 1796 trat er als einfacher Grenadier in die Lombardische Legion der Zisalpinen Republik ein, wurde dort aber schon nach kurzer Zeit zum Bataillonskommandeur ernannt. 1797 beförderte man ihn zum Oberst, 1798 zum Brigadegeneral, 1800 zum Divisionsgeneral (damals höchster Dienstgrad in der Legion). Seinen schnellen Aufstieg hatte er Napoleon zu verdanken, in dessen Italien-Armee er hervorragende Dienste geleistet hatte.
Nachdem Napoleon 1803 die von ihm abhängige „Republik Italien“ ausgerufen hatte, wurde Domenico Pino am 13. August 1804 deren Kriegsminister. Ein Jahr nach der Umwandlung dieser Republik in das Königreich Italien (1805) ernannte ihn Napoleon zum Chef seiner italienischen Garde, die er jedoch bis zum Ende der napoleonischen Herrschaft nur formal befehligte. Stattdessen zeichnete er sich wiederholt als Führer anderer Verbände aus: 1807 kommandierte er die italienische Division in Pommern, von 1808 bis 1810 die 2. italienische Division in den Spanienfeldzügen (mit ihr nahm er an der Schlacht von Valls teil), 1812 die 15. Division während des Russlandfeldzugs.
Das „Italienische Heer“ des napoleonischen Königreiches Italien (Nord- und Mittelitalien) hatte 1812 insgesamt 75.000 Soldaten (6 Divisionen), von denen 27.000 am Russlandfeldzug teilnahmen. Dazu kamen 12.000 aus Murats Königreich Neapel und mehrere tausend weitere Italiener, die unter französischer Flagge kämpften, weil ihre Heimatgebiete von Frankreich annektiert worden waren. Das IV. Korps der Grande Armée (13., 14., 15. Division) stand unter Führung von Eugen Beauharnais und bestand fast ausschließlich aus Italienern. Das Korps kämpfte am 26. Juli 1812 bei Ostrowno, am 17. August bei Smolensk (u. a. Infanterieregimenter 85, 108, 111, 127), am 7. September bei Borodino (Infanterieregimenter 9, 84, 111; Garde), bei Woronowo, am 3. November bei Wjasma und am 17. November bei Krasnoje (das 111. Linieninfanterieregiment wurde in die Garde aufgenommen).
Während des tragischen Rückzuges (Schlacht an der Beresina) der napoleonischen Grande Armée konnte Pino mit seiner 15. Division und mit der italienischen Garde in der Schlacht bei Malojaroslawez am 24. Oktober 1812 nochmals überlegene russische Kräfte zurückschlagen. Von den 27.000 Soldaten des Königreiches Italien, die an Napoleons Marsch auf Moskau teilgenommen hatten, kehrten etwas mehr als 1.000 zurück. Napoleon I. zeichnete Pino für seine Einsätze mit etlichen hohen Orden aus.
1814 soll Domenico Pino versucht haben, durch einen Staatsstreich die Macht im „Königreich Italien“ an sich zu reißen. Diese Vorwürfe haben sich immer als haltlos herausgestellt, es konnten nie entsprechende Beweise vorgelegt werden.
Als nach dem Wiener Kongress 1815 die Österreicher wieder die Herrschaft in Mailand übernahmen, bot Kaiser Franz II. Domenico Pino den Dienstgrad eines Feldmarschallleutnants an. Pino lehnte ab und zog sich in den Ruhestand zurück. Er ließ sich zusammen mit seiner Ehefrau Vittoria Peluso (1766–1828) in Cernobbio am Comer See nieder und bewohnte dort die Villa d’Este. Mit 65 Jahren starb Domenico Pino am 29. März 1826 in Cernobbio und fand seine letzte Ruhestätte auf dem Friedhof von Turano Lodigiano.